# Bukáček
Bukáček je český název pro dva rody brodivých volavkovitých ptáků – Ixobrychus a Zebrilus. První rod obsahuje 9 druhů, druhý je monotypický. Nejbližšími příbuznými bukáčků jsou bukači, na bázi celé podčeledi bukačů (Botaurinae) stojí bukáček vlnkovaný. V Česku žije bukáček malý.

## Druhy
- rod Zebrilus
  - bukáček vlnkovaný (Zebrilus undulatus)
- rod Ixobrychus
  - bukáček bažinný (Ixobrychus exilis)
  - bukáček černý (Ixobrychus flavicollis)
  - bukáček malý (Ixobrychus minutus)
  - bukáček novozélandský (Ixobrychus novaezelandiae)
  - bukáček pruhohřbetý (Ixobrychus involucris)
  - bukáček skořicový (Ixobrychus cinnamomeus)
  - bukáček trpasličí (Ixobrychus sturmii)
  - bukáček východní (Ixobrychus eurhythmus)
  - bukáček žlutonohý (Ixobrychus sinensis)